# Dạ Trạch
Dạ Trạch là một xã thuộc huyện Khoái Châu, tỉnh Hưng Yên, Việt Nam.

## Địa lý
Xã Dạ Trạch nằm ở phía bắc huyện Khoái Châu, có vị trí địa lý:
- Phía đông nam giáp xã Tân Dân và xã Ông Đình
- Phía đông bắc giáp huyện Yên Mỹ
- Phía nam giáp xã Hàm Tử
- Phía tây giáp Sông Hồng
- Phía bắc giáp xã Đông Tảo và xã Bình Minh.

Xã Dạ Trạch có diện tích 3,73 km², dân số năm 2019 là 5.502 người, mật độ dân số đạt 1.474 người/km².

## Hành chính
Xã Dạ Trạch được chia thành 2 thôn: Đức Nhuận, Yên Vĩnh.

### Nguồn gốc tên gọi

Ngai, bài vị đền Dạ Trạch, ở giữa là Chử Đồng Tử, 2 bên là Tiên Dung và Tây Cung

## Lịch sử